# Mohamed Mhenni
Mohamed Mhenni (ur. 15 stycznia 1981 w Tunisie) – tunezyjski wioślarz.

## Osiągnięcia
- Mistrzostwa Świata – Mediolan 2003 – jedynka wagi lekkiej – 22. miejsce[1].
- Mistrzostwa Świata – Banyoles 2004 – jedynka wagi lekkiej – 4. miejsce[1][2].
- Mistrzostwa Świata – Gifu 2005 – jedynka wagi lekkiej – 17. miejsce[1].
- Mistrzostwa Świata – Eton 2006 – jedynka wagi lekkiej – 20. miejsce[1].
- Mistrzostwa Świata – Linz 2008 – jedynka wagi lekkiej – 22. miejsce[1].